# Licencja otwarta
Licencja otwarta – rodzaj licencji, na podstawie której dysponent praw – w drodze jednostronnego oświadczenia – zezwala na ponowne wykorzystywanie dokumentów do wszystkich określonych zastosowań.
W przeciwieństwie do licencji o charakterze zamkniętym, która udzielana jest określonemu podmiotowi, licencja otwarta stanowi de facto składaną przez dysponenta majątkowych praw autorskich deklarację gotowości udostępnienia utworu wszystkim, na warunkach wymaganych przez tę konkretną licencję.
W przypadku programów komputerowych, otwarta licencja oprócz kopiowania i modyfikowania pozwala przede wszystkim na użytkowanie programu.
Ze względu na specyficzne konsekwencje prawne udzielenia licencji otwartej (dostrzegalne w szczególności podczas analizy skutków jej udzielenia dla możliwości późniejszego odmiennego rozporządzania przedmiotem licencji przez licencjodawcę), konieczne jest upowszechnianie świadomości prawnej i wiedzy o licencjach zarówno wśród potencjalnych licencjodawców, jak i pośród w większości wypadków anonimowych licencjobiorców.
W celu zapewnienia trwałości powiązania utworu z przekazanymi przez autora prawami dysponowania nim, również w odniesieniu do utworów zależnych, w licencjach otwartych czasem stosowana jest klauzula, zgodnie z którą wszelkie modyfikacje (opracowania) utworów pierwotnych, powstałe na podstawie i w granicach określonej wolnej licencji, mogą być rozpowszechniane wyłącznie przy użyciu takiej samej licencji, która była podstawą do wykonywania praw zależnych. Rozwiązanie takie, stosowane np. w licencjach typu Copyleft, stanowi akceptowalne przez zwolenników otwartości ograniczenie swobodnego dysponowania utworem i skutkuje tzw. wirusowym charakterem otwartych licencji, posługujących się tą klauzulą.
Licencje otwarte pozwalają autorom na skuteczne przekazanie szerokiego zakresu uprawnień do swoich utworów w sposób prowadzący do minimalizowania ewentualnych negatywnych konsekwencji prawnych zarówno dla licencjodawcy, jak i licencjobiorców. Proces kształtowania odpowiednich umów licencyjnych, choćby z racji istnienia wielu wersji językowych oraz funkcjonowania w różnych porządkach prawnych, może mieć charakter permanentny, przez co typową dla nich cechą stało się ich numerowanie oraz zawierana w nich klauzula prowadząca do objęcia utworu zarówno wersją wybraną przez autora, jak i wersjami następnymi danej licencji. Dążenie do zmiany prawa oraz do stworzenia właściwych wzorów licencyjnych jest naturalną konsekwencją upowszechnionej wraz z rozwojem Internetu idei powszechnego dostępu do treści.

## Przykłady

### Oprogramowanie
- GNU General Public License
- GNU Lesser General Public License
- Licencja X10
- Licencja X11 (MIT)
- BSD
- Freeware

### Inny rodzaj twórczości
- GNU Free Documentation License
- Creative Commons
- Design Science License
- Open Gaming License

#### Sztuka
- Licencja Wolnej Sztuki